# Studentské nepokoje v Jugoslávii (1968)
Studentské nepokoje v Jugoslávii v roce 1968 byly součástí rozsáhlé vlny, která zachvátila celý západní svět. V řadě zemí západního bloku (USA, Francie, Západní Německo) protestovali studenti proti politické situaci v zemi a žádali změny. Jugoslávie byla jedinou zemí bloku východního, kde se studenti vzbouřili proti režimu. 

## Společenskoekonomické pozadí
Jugoslávská společnost procházela obdobím liberalizace, která započala pádem Aleksandra Rankoviće, vysoko postaveného centralisticky smýšlejícího komunisty v čele SKJ. Nový kurz, jehož představitelem byl Edvard Kardelj směřoval k liberalizaci poměrů, decentralizaci moci a otevření se země světu. Začalo se mluvit o konkrétních problémech, v tisku se diskutovalo o ekonomických reformách. Do země se opatrně vracely tržní mechanismy v hospodářských procesech. A právě ekonomika byla klíčovým problémem. Během druhé a třetí pětiletky Jugoslávie předvedla světu ohromný hospodářský růst, ale samy podniky byly mnohdy neefektivní, ztrátové a velmi problémové. Politické vedení se proto rozhodlo mnohé z nich uzavřít, což vedlo poprvé v socialistickém státě k otevření otázky nezaměstnanosti. Tu stát vyřešil tím, že umožnil jugoslávským občanům vycestovat do zahraničí za prací.

## Příčiny
Podobně jako v zemích západní Evropy i v Jugoslávii byly požadavky studentů politického rázu. Studenti požadovali skutečné budování komunistické společnosti a odstranění nerovností a hospodářských problémů. Heslem studentů bylo "Dole crvena buržoazija" (Pryč s rudou buržoazií). Ideovými vzory se stali Mao Ce-Tung a Che Guevara.

## Průběh protestu
3. června dopoledne se studenti sešli v Novém Bělehradě poblíž Dělnické univerzity. S portrétem prezidenta Tita a skanduje řadu hesel tehdejšího systému se vydali směrem k Bělehradu, přes řeku Sávu. Poblíž železniční tratě směrem na Zemun je však zastavil kordon policistů. Studenti nesměli projít za žádnou cenu. Pořádkové sbory použily ostrou munici ve snaze tomuto dostát; výsledkem byla celá řada těžce raněných, spekulovalo se i o několika mrtvých.
Ještě téhož dne večer se sešli děkani všech fakult Bělehradské univerzity a shodli se na tom, že vstoupí do stávky. Policejní sbory obklíčily budovy se studenty a odpojili je od telefonního spojení, v některých kritických momentech i od elektřiny. 
V komunistické straně propukly obavy, že by se nepokoje mohly rozšířit i mimo univerzity např. mezi dělníky. Začaly se ozývat hlasy, že by měla být nasazena armáda, aby vzbouřence potlačila. To však Tito odmítl, neboť celou záležitost nepovažoval za tak nebezpečnou a hlavně všelidovou, spíše za komplot zahraničních tajných služeb.
Celá neklidná situace trvala týden; poté Josip Broz Tito vystoupil v televizi s projevem, ve kterém přiznal chyby politického vedení země, slíbil nápravu a přiznal osobní odpovědnost v případě, že nebude úspěšná. To vedlo k normalizaci situace.

## Důsledky
Komunistická strana ve snaze uklidnit situaci oznámila ústupky a slíbila řadu reforem, mnohé z nich však nebyly realizovány. Josip Broz Tito poprvé připustil, že ve vedení státu vůbec setrvat nemusí, pokud jej občané odmítnou. Organizátoři demonstrací byli vyhozeni z fakulty a přišli o své pasy.
Josip Broz Tito následně na 6. kongresu Svazu odborů Jugoslávie odsoudil některé z projevů studentů, které údajně ohrožovaly vedoucí úlohu dělnické třídy ve společnosti.
Protesty se rozšířily i do jiných měst v Jugoslávii. V Prištině došlo ke střetům mezi studenty a policií v listopadu téhož roku. Studenti požadovali nezávislost prištinské části Bělehradské univerzity (k čemuž také v několika následujících letech došlo), zazněla i četná albánská nacionalistická hesla.